# Ytterjeppo
Ytterjeppo (en finnois : Alajepua) est un village de la municipalité de Nykarleby en Finlande. Il est au croisement de la nationale 8 et de la nationale 19.
On peut y visiter la chaumière des soldats.